# Ludvig Åberg

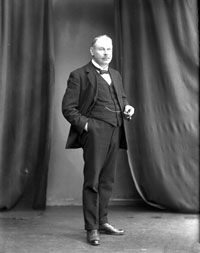
Fotograf Ludvig Åberg i den egna ateljén

Ludvig Åberg, född 1 oktober 1870 i Husaby församling, Skaraborgs län, död 21 april 1958 i Säffle, var en svensk fotograf. Åren 1890-1957 ägde han en egen fotoateljé i Säffle. Under dessa år hann Åberg med 35.000 uppdrag i ateljén och har på så vis satt djupa spår, givetvis i Säfflebygdens historia, men även för fotokonstens vidare utveckling.

## Biografi
Ludvig Åberg föddes som äldste son till statdrängen Anders Johan Svensson (f.1841) och dennes hustru Anna Maria Eriksdotter Åberg (f.1842). I januari 1876 avled fadern, likaså brodern Johan Arvid endast ett år gammal. Ludvig flyttade tillsammans med sin mamma till Loftarebacken i Husaby för att senare flytta till Lidköping där han tillbringade sina ungdomsår och fick sin utbildning. Ludvig visade redan tidigt konstnärliga talanger och det var främst hans kunskaper och intresse för teckning som ledde honom in till fotografyrket. 
Han flyttade till Säffle, Värmland i november 1890 där han så småningom skulle öppna en egen fotoateljé vid Perssons gränd. Inledningsvis hyrde han lokalen av urmakare Anders Persson. Perssons båda döttrar hade även de ett stort fotografintresse, då de båda bedrivit ateljé i lokalen sedan 1884. När de båda senare gifte sig stod lokalen helt ledig för Åberg. Han var inte bara en omåttligt populär fotograf i Säffle, utan även i hela Värmland. Största delen av alla fotografier tagna runt omkring i Säffle med omnejd mellan 1892 och 1957 tillskrivs Ludvig Åberg.